# Агібалова Катерина Василівна
Катерина Василівна Агібалова (вересень 1914 року, Туруханка — листопад 2000 року) — радянська та українська історикиня, вчителька історії і методистка, авторка шкільного підручника «Історія Середніх віків» для 6-го класу (у співавторстві з Григорієм Донським). Лауреатка Державної премії СРСР (1973).

## Життєпис
Катерина Агібалова народилася у вересні 1914 року в селі Туруханка Єнісейської губернії. За національністю росіянка. Її батько був засланим до Сибіру на довічне поселення за революційну діяльність у складі партії соціалістів-революціонерів. У Туруханці працював народним вчителем.
У 1933 році Катерина Агібалова вступила до Харківського планово-економічного технікуму. Також навчалася на вечірньому відділенні історичного факультету Харківського університету, який закінчила з відзнакою у 1938 році. Продовжила навчання на аспірантурі історичного факультету, яку закінчила у 1941 році. У лютому того ж року призначена на посаду старшого викладача кафедри середньої історії. Була одружена, її чоловік за національністю був євреєм і також працював у Харківському університеті.
Після початку Німецько-радянської війни, була вимушена залишитися у Харкові, через свою хвору матір. Чоловік Катерини Агібалової був розстріляний німецькими окупантами у Дробицькому Яру. Сама вона працювала шкільною вчителькою у селищі Кочеток. У грудні 1943 року повернулася працювати на історичному факультеті Харківського університету, де спочатку виконувала обов'язки завідувача кафедри загальної історії, а потім послідовно працювала на посадах викладача та старшого викладача кафедри середньої історії на тому ж факультеті.
У квітні 1947 року звільнена з університету через те, що залишилася на окупованій території під час війни. Надалі працювала шкільною вчителькою історії в середніх школах Харкова, зокрема у школі № 131. У другій половині 1950-х років, на перерві одного з семінарів для вчителів історії, вона запропонувала своєму колезі Григорію Донському стати співавтором шкільного підручника з історії Середніх віків. Спочатку він відмовився, але через два роки згодився. Агібалова з Донським почали роботу над підручником за пів року до оголошення Всесоюзного конкурсу підручників з історії для середніх шкіл, який відбувся у 1961 році. Їх підручник «Історія Середніх віків» став кращим серед чотирнадцяти робіт і отримав першу премію. Від попередніх підручиків з історії робота Агібалової та Донського відрізнялася простотою та ясністю викладання матеріалу, великою кількістю ілюстрацій та точно вивіреною методологією.
Наступного року підручник Агібалової та Донського вийшов у друк, всього він витримав понад 25 перевидань. За перші тридцять років з дати публікації підручника він двічі докорінно перероблювався авторами. В нових версіях вони приділяли увагу не тільки освіті та вихованню учня, але і його розвитку. Окрім СРСР, підручник видавався у Польщі, Чехословаччині, В'єтнамі, Монголії та Кубі. Також Агібалова була автором низки методичних праць з викладання історії у школі, які були високо оцінені спеціалістами. У 1973 році Катерині Агібаловій з Григорієм Донським «за підручник для 6 класу „Історія Середніх віків“ (1971, 10-е видання)» було присуджено Державну премію СРСР в галузі науки і техніки. Вона стала першою шкільною вчителькою, яка отримала таку нагороду. Також брала участь у республіканському з'їзді вчителів наприкінці 1960-х або на початку 1970-х років.
Публіцист Фелікс Рахлін підкреслював, що кожний зі співавторів підручника зазнавав утисків від радянської влади. Якщо Григорій Донський потерпав за своє єврейське походження, то Катерина Агібалова — за те, що залишилася на окупованій території. Так, проти вручення їй державної премії виступив парторг школи де вона працювала — Анатолій Тарасенко. Він вважав аморальним давати премію «колабораціоністці» і писав протестні листи до ЦК КПРС та в інші інстанції.
Пізніше переїхала до Орджонікідзе (з 1990 року Владикавказ). У 1989 році вела листування з Павлом Сокольським, головою комісії «Дробицький Яр». У листах вона поділилася своїми спогадами про Голокост у Харкові. Померла Катерина Агібалова в листопаді 2000 року.
Її учень Олександр Шульман характеризував Катерину Василівну як високоосвічену та дуже сумлінну жінку.

## Праці
- Агибалова Е. В. Уроки истории средних веков в седьмом классе: Поурочное метод. пособие (Из опыта работы). — Москва : Учпедгиз, 1959. — 307 с.(рос.)
- Агибалова Е. В., Донской Г. М. История средних веков: Учебник для 6-го класса. — Москва : Учпедгиз, 1962. — 272 с.(рос.)
- Агибалова Е. В., Донской Г. М. Методика преподавания истории средних веков: Пособие для учителей. — Москва : Просвещение, 1966. — 314 с.(рос.)
- Агибалова Е. В., Донской Г. М. Методическое пособие по истории средних веков в 6 классе. — Москва : Просвещение, 1978. — 338 с. — (Библиотека учителя истории и обществоведения)(рос.)

### Коментар
1. ↑  Катерина Агібалова згадувала, як голови обласного і міського відділів народної освіти дорікали їй, що вона взяла у співавтори єврея і обіцяли, що не дадуть йому «піднятися»[10].